# 冬空/White Wings
「冬空/White Wings」（ふゆぞら/ホワイト・ウィングス）は、三代目 J SOUL BROTHERS from EXILE TRIBEの通算25枚目のシングル。2019年12月11日にrhythm zoneから発売された。

## 概要
- 前作「SCARLET」から約4か月ぶりのCDシングル。「白」をテーマとした楽曲[4]。表題曲2曲ともバラード曲であり、表題曲がバラードになったのは、19thシングル「Unfair World」以来6作ぶり。
- 「CD+DVD」と「CDのみ」の2形態での発売。それぞれ全2曲4トラックを収録。初回盤はスリーブケース仕様。
- オリコン週間シングルランキングでは、デビューシングル「Best Friend's Girl」から25作連続のベスト10入り[5]。
- 両曲のミュージックビデオにはメンバー直々のオファーによりEXILE AKIRAと林志玲が特別出演している[4]。

## 収録曲

### CD
1. 冬空 [4:36]
作詞：小竹正人、作曲：春川仁志, Safari Natsukawa
2. White Wings [5:25]
作詞：小竹正人、作曲：Mike Macdermid, Carlos Okabe, Toshiya Hosokawa
3. 冬空（Instrumental）
4. White Wings（Instrumental）

### DVD
1. 冬空（Music Video）
2. White Wings（Music Video）

## 収録アルバム
| 収録アルバム   | 楽曲        | 曲順 |
| -------------- | ----------- | ---- |
| RAISE THE FLAG | 冬空        | 4    |
| RAISE THE FLAG | White Wings | 5    |